# Federico Bianchi
Federico Vincenzo Ferreri Bianchi (nome completo in tedesco Vinzenz Ferrerius Friedrich Freiherr von Bianchi; Vienna, 1º febbraio 1768 – Rohitsch-Sauerbrunn, 21 agosto 1855) è stato un generale austriaco.

## Biografia
Il padre era comasco e si era trasferito a Vienna come intendente dei beni del principe del Liechtenstein; la madre era austriaca. Rimasto orfano, entrò all'Accademia di ingegneria, uscendone nel 1788 come ufficiale del genio. 
Iniziò la propria carriera durante la guerra austro-turca (1789), ma conseguì i maggiori successi nel corso delle guerre rivoluzionarie francesi. Agli ordini del principe di Hohenlohe, prese parte alle battaglie di Landau (1792), Valenciennes (1793), Landrecies (1794) e Charleroi (1794), dove rimase ferito. Divenuto capitano, nel 1795 si distinse nell'assedio di Mannheim e nel 1796 partecipò alla conquista di Brescia. Combatté poi ad Arcole e a Rivoli, ma venne imprigionato durante la successiva ritirata (1797). Tornato presto in libertà, fu al seguito dell'arciduca Carlo d'Asburgo-Teschen negli scontri lungo il Tagliamento e rimase in Italia anche dopo la pace di Campoformio agli ordini del principe di Orange.
Divenuto generale, partecipò a tutte le battaglie delle guerre napoleoniche in Germania. Nel 1812, durante la parentesi che vide gli austriaci al fianco dei francesi, fu al seguito di Karl Philipp Schwarzenberg nella campagna di Russia. Ma quando l'Austria insorse nuovamente contro Napoleone, tornò ad affrontarlo a Dresda e a Lipsia, opponendosi alle truppe di Józef Antoni Poniatowski. Inseguì i francesi sin oltre il Reno e, presa Lione, si diresse verso l'Italia per minacciare Eugenio di Beauharnais. Alla fine del conflitto, entrò nel Consiglio aulico di guerra, ma già nel marzo 1815, con l'improvvisa avanzata di Gioacchino Murat verso nord, tornò in Italia per dirigere le truppe attestate sulla riva destra del Po.
Dopo aver respinto, il 4 aprile, un attacco presso il ponte di Sant'Ambrogio sul Panaro, il 10 aprile passò alla controffensiva, avanzando gradualmente sino a Bologna. Nel frattempo, poiché il generale Frimont aveva dovuto lasciare l'Italia per affrontare il ritorno di Napoleone in Francia, il Bianchi aveva assunto il controllo di tutto l'esercito austriaco nella Penisola (la cosiddetta "armata di Napoli"). Divise le truppe in due, affidando la parte meno consistente al generale Neipperg con il compito di inseguire il nemico - anche attraverso azioni di disturbo -, mentre lui spostava l'altra attraverso Firenze, l'Umbria e le Marche sino ad Ancona, tagliando così la strada al Murat. Si trattava di un piano così tanto azzardato che il re di Napoli, credendo che non potesse avere successo, evitò le truppe del Neipperg, finendo però contro quelle delle Bianchi. La battaglia decisiva si svolse tra il 2 e il 3 maggio a Tolentino.
Una volta che i soldati nemici si furono ritirati entro i confini del Regno di Napoli, il 15 maggio Bianchi emise da Sulmona un proclama in cui decretava il ritorno di Ferdinando IV di Borbone. Il 20 maggio, presso una casa della famiglia Lanza di Capua, firmò, in qualità di rappresentante austriaco, il trattato di Casalanza con cui fu decisa l'abdicazione del Murat. In segno di riconoscenza, Ferdinando lo nominò duca di Casalanza, stabilendo inoltre un assegno annuo di 9 000 ducati; inoltre, l'imperatore Francesco I d'Austria lo decorò con la Gran Croce dell'Ordine della Corona di Ferro e gli assegnò il titolo di barone.
Conclusa la guerra austro-napoletana, il 16 giugno il Bianchi partì alla volta della Francia, dove raggiunse le truppe inglesi. Nel 1822 tornò a sedere nel Consiglio aulico, ma dovette lasciarlo nel 1824 per problemi di salute. Si ritirò quindi a Mogliano Veneto, dove qualche anno prima aveva acquistato una villa con tenuta annessa. Durante i moti del 1848, benché anziano, fu percepito come rappresentante del potere austriaco e venne incarcerato a Treviso. La prigionia, dove peraltro ricevette un trattamento dignitoso, durò appena due mesi poiché già il 15 giugno, con l'arrivo delle truppe del generale Welden in città, fu liberato.
Nel 1855, nel tentativo di sfuggire da un'epidemia che imperversava a Mogliano, si trasferì a Rohitsch-Sauerbrun in Stiria, ma morì egli stesso di colera il 21 agosto. Nel 1864 la salma fu trasferita nella sua villa e sepolta presso il mausoleo di famiglia.